# Château de Hegenheim
Le château de Hegenheim est un monument historique situé à Hégenheim, dans le département français du Haut-Rhin.

## Localisation
Ce bâtiment est situé au 27, rue de Bourgfelden à Hégenheim.

## Historique
L'édifice fait l'objet d'une inscription au titre des monuments historiques depuis 1990.